# Laila Peak (Masherbrum-Berge)

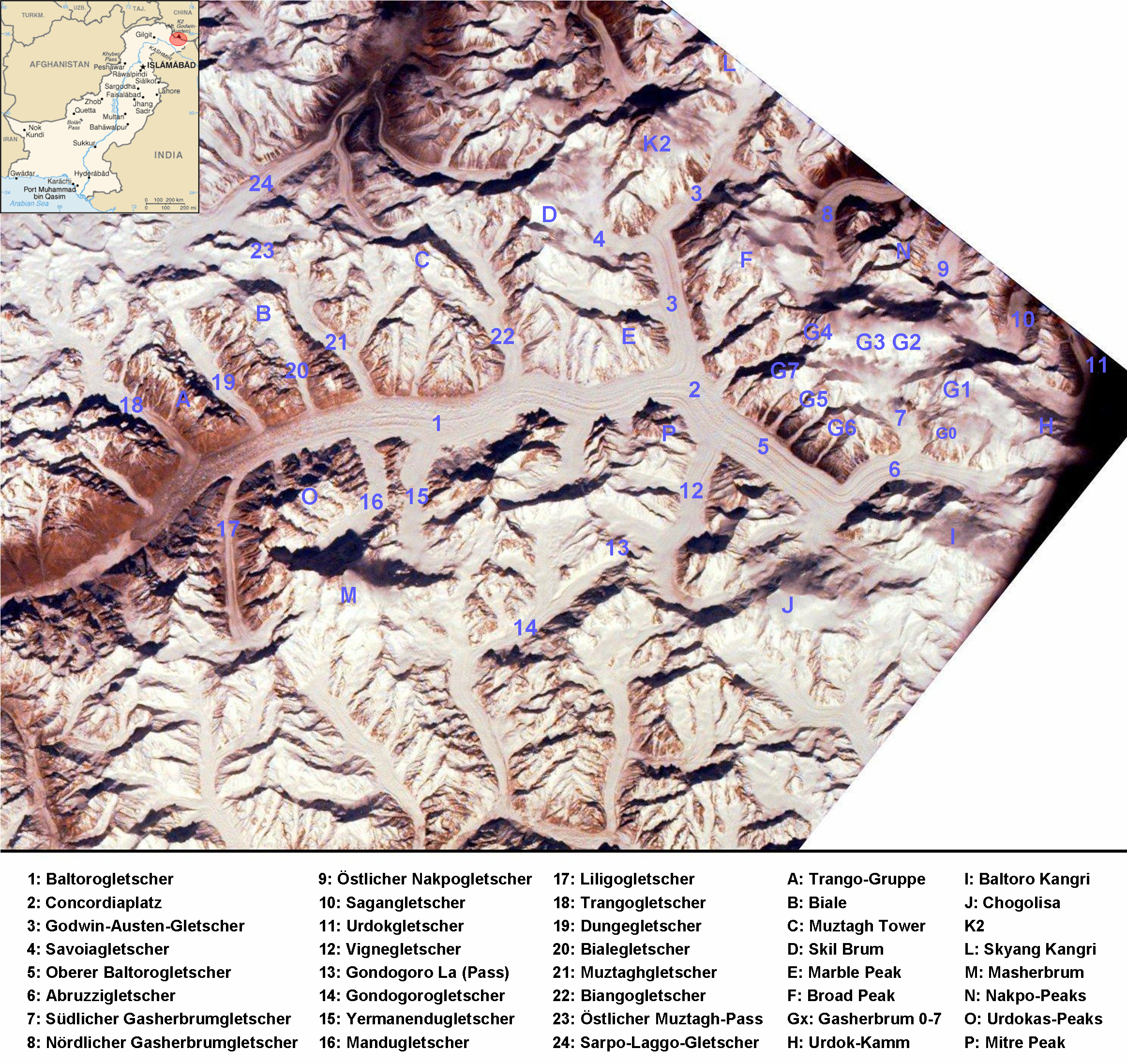
Aufnahme aus dem All: Der Laila Peak befindet sich im Bild unmittelbar unterhalb der Zahl 14.

Der Laila Peak ist ein 6096 m hoher Gipfel in den Masherbrum-Bergen, einer Kette des Karakorum. Der Laila Peak wurde nach einer Figur in einer klassischen orientalischen Liebesgeschichte („Laila und Majnoon“) benannt.

## Lage
Der Laila Peak liegt im Norden des Gondogorogletschers in der Nähe des Zeltplatzes Xhuspang. Der Laila Peak befindet sich 33 km südsüdwestlich vom K2, dem zweithöchsten Berg der Erde, sowie 19 km südwestlich vom Concordiaplatz. Südlich des Berges befindet sich das Hushe-Tal.

## Besteigungsgeschichte
Der Gipfel wurde anfangs inoffiziell (ohne die notwendigen behördlichen Genehmigungen) mehrmals bestiegen. Dazu zählt die Erstbesteigung im Jahr 1987 durch die Briten Simon Yates, Sean Smith und Mark Miller, die den Berg über die Westwand erklommen. Die erste offizielle Besteigung fand im Jahr 1997 durch eine italienische Seilschaft statt.

## Unglücksfälle
Viele Besteigungen des Berges fanden ohne behördliche Genehmigung statt und sind daher nicht ausreichend dokumentiert, sodass über Unglücksfälle nichts bekannt ist. Das erste offiziell bestätigte Unglück ereignete sich am 9. Juni 2016, als der Italiener Leonardo Comelli bei dem Versuch ums Leben kam, den Nordwesthang des Berges mit Skiern abzufahren. Am 28. Juli 2025 verunglückte die ehemalige deutsche Biathletin Laura Dahlmeier am Laila Peak in etwa 5700 m Höhe aufgrund eines Steinschlags tödlich. Ihr Leichnam wurde auf Dahlmeiers Wunsch am Berg zurückgelassen.